# Sapiossexualidade

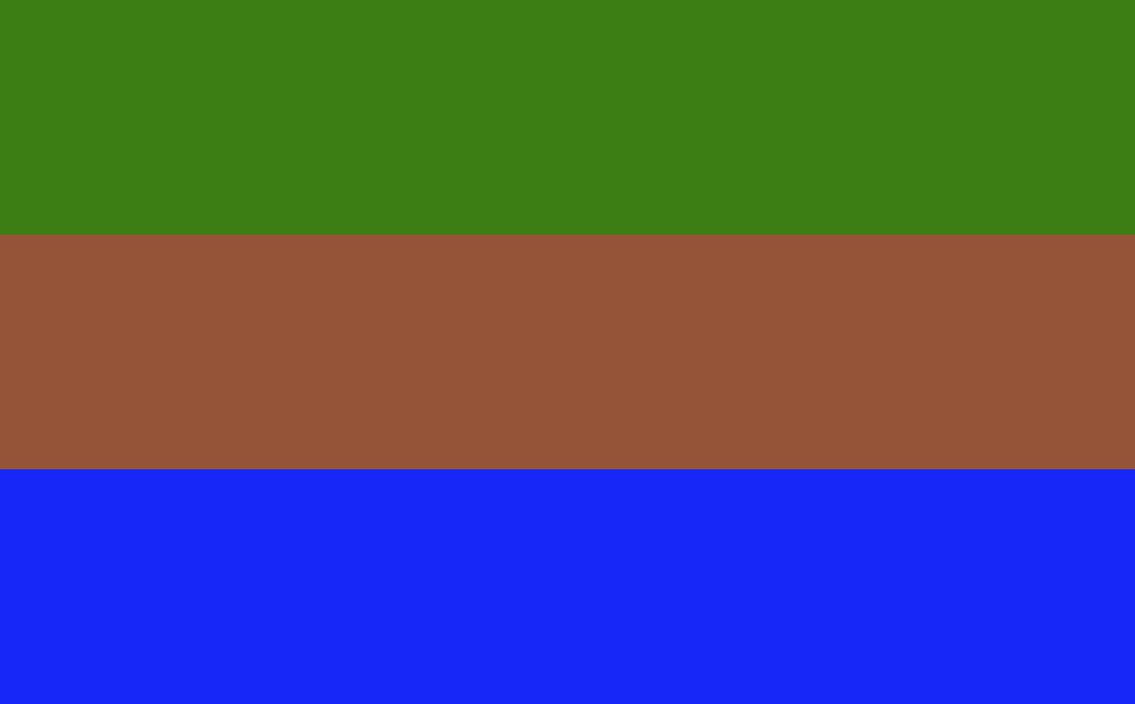
Bandeira da sapiossexualidade

Sapiossexualidade é um termo que descreve a atração sexual e/ou romântica às pessoas baseando-se em sua inteligência e/ou educação. A definição geralmente limita a atração, seja ela física e/ou emocional, puramente ao intelecto das pessoas.
Não obstante, de acordo com o terapeuta sexual Chantal Bachelet-Podar, atrações direcionadas à mentalidade e intelectualidade podem ser tão eróticas quanto a atração física comum da alossexualidade. Os sapiossexuais, em específico, podem usar a conversa como um jogo sexual.

## Etimologia
O termo sapiossexual é um neologismo advindo de sapiens do latim, isto é, uma atração sexual direcionada a pessoas inteligentes, sábias ou sapientes. Era um termo comum entre geeks e blogueiros no início da década de 2000.

## Bandeira
Os significados e origens das cores da bandeira são desconhecidos, mas especula-se que a bandeira original foi criada como uma sátira no 4chan, com base nas cores de Pepe, o Sapo. No entanto, não há confirmação.

## Controvérsia e histórico
Alguns argumentam que querer um parceiro inteligente é uma preferência, não uma orientação sexual, e que desejar parceiros inteligentes não é uma preferência única ou não normativa. E, embora seja uma visão ultrapassada da sapiossexualidade, houve um tempo em que alguns sapiossexuais diziam ter atração apenas pela pura inteligência acadêmica. Tais visões fizeram surgir muitas críticas em relação à sapiossexualidade, acusando-a de ser problemática, capacitista e elitista. Essa atração sexual é também considerada perigosa, especialmente para pessoas com baixa autoestima ou que sofrem de insegurança. Entretanto, a fins de sanar tais questões, o termo noetissexual foi cunhado como alternativa.
Porém, apesar da controvérsia:
- O site de namoro estadunidense OkCupid tornou, em 2014, a sapiossexualidade uma opção de sexualidade dentro de sua plataforma.[17]
- Em 2018, a cantora e ex-BBB Karol Conká se definiu como sapiossexual.[18]
- A secretária de estado francesa Marlène Schiappa, em 2019, se declara sapiossexual.[19]
- Em 2022, a apresentadora Bela Gil revelou ser sapiossexual, em um podcast.[20]

## Condicionantes e orientações
Muito embora as identidades da área cinza não levem em conta as orientações sexual e/ou romântica como condicionantes à atração vivenciada pelos mesmos, como a demissexualidade, que apresenta como condição ao surgimento de atração a formação de uma conexão emocional profunda com alguém, é comum que assexuais da área cinza se identifiquem com alguma orientação sexual, assim sendo, é necessário diferenciar sexualidade como um todo de seus aspectos de orientação, seja sexual e/ou romântica. Assim, alguém pode se identificar como sapio e hétero, homo ou bi ao mesmo tempo, por exemplo. Tal rotulação é relevante para reconhecer ou completar uma identidade, identificando as relações que venham a desejar seguir.
A combinação de rótulos também ajuda na comunicação de uma identidade a outros, assim sendo, alguém que se identifique como hétero sapiossexual está expressando sua atração sapio apenas direcionado ao sexo oposto, alguém que se identifique como homo sapiossexual está expressando sua atração sapio apenas direcionado ao mesmo sexo, e assim por diante com outros rótulos (bi, pan etc.).
Deve-se ressaltar que sapiossexuais geralmente dizem que coisas como a aparência física, idade, sexo biológico, gênero ou status social do ente querido não ter impacto sobre a atração. Já outros sapiossexuais se recusam a se identificar com qualquer orientação sexual. Segundo Félix Dusseau, o surgimento de novas identidades sexuais, como, por exemplo, sapiossexuais, pode ser percebido como alternativas interessantes para desafiar concepções monógamo-cêntricas.

## Romanticidade
Embora trate-se a sapiossexualidade como um termo do espectro da área cinza, esta pode surgir apenas como uma orientação romântica, isto é, alguém pode ser alossexual, mas ter atração romântica exclusivamente sapio, ou dentro de outro espectro da área cinza.
Assim como pode ser um assexual estrito e sentir apenas atração romântica sapio, sendo assim sapiorromântico.